# Jack Wetherall
Jack Wetherall (Sault Sainte Marie, 5 agosto 1950) è un attore canadese.
Conosciuto per aver interpretato Vic Grassi nella serie televisiva Queer as Folk, è associato principalmente con ruoli teatrali.
I suoi ruoli al Stratford Festival hanno incluso anche ruolo principale nel personaggio di Enrico V, Saturnino in Tito Andronico, Konstantin in Il gabbiano, Orlando in Come vi piace, Malcolm in Macbeth, Ottaviano in Giulio Cesare, Ned in Ned and Jack, Demetrio in Sogno di una notte di mezza estate e Ferdinando in La tempesta. Ha anche recitato come attore principale in una produzione di Broadway del dramma The Elephant Man.

## Filmografia parziale
- Relic Hunter – serie TV, episodio 2x05 (2000)